# ابرنواختر نزدیک زمین

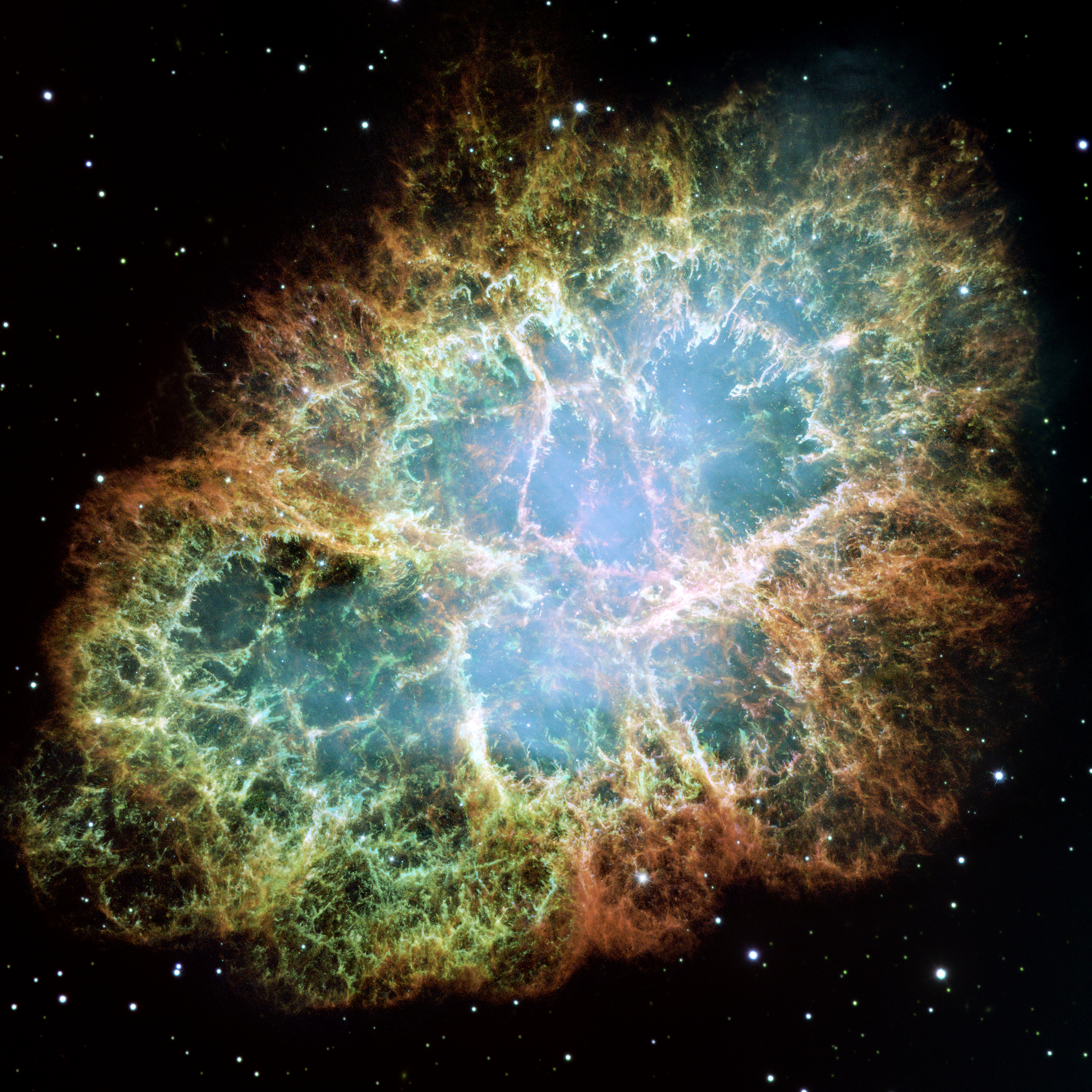
The سحابی خرچنگ یک سحابی باد تپ اختر است associated with the 1054 supernova. It is located about 6,500 light-years from the Earth.

یک ابرنواختر نزدیک زمین انفجاری است که در نتیجهٔ مرگ ستاره‌ای که به اندازهٔ کافی نزدیک به زمین؛ تقریباً کمتر از ۱۰ تا ۳۰۰ پارسک (۳۰ تا ۱۰۰۰ سال نوری)، رخ می‌دهد تا اثرهای قابل‌توجهی بر بیوسفر زمین داشته باشد.
تخمین زده می‌شود که در ۱۱ میلیون سال گذشته ۲۰ انفجار ابرنواختری در محدودهٔ ۳۰۰ پارسکی زمین رخ داده‌است. انتظار می‌رود که انفجارهای ابرنواختر نوع دو در مناطق ستاره‌زایی فعال رخ دهند، با ۱۲ خوشه OB که در ۶۵۰ پارسک از زمین قرار دارند. در حال حاضر، شش نامزد ابرنواختر نزدیک زمین در فاصلهٔ ۳۰۰ پارسک وجود دارد.